# Horské sedlo

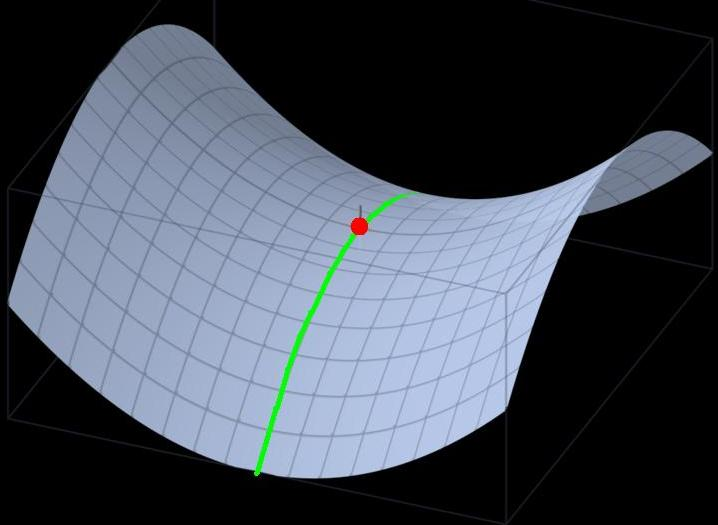
Sedlo (červený bod) na hřbetnici mezi dvěma horami. Zelená křivka představuje nejkratší cestu přes sedlo.

Horské sedlo je místo v krajině mezi dvěma horami či vrchy, z něhož na dvě strany svahy sestupují do údolí a na ostatní dvě strany stoupají (po hřbetnicích) k vrcholům hor. Sedly často vedou silnice a cesty skrz pohoří. U vysokých hor se obvykle užívá název průsmyk.

## Klíčové sedlo
Klíčové sedlo (anglicky Key col) je sedlo oddělující danou horu od tzv. mateřského vrcholu. Pro nejvyšší vrcholy kontinentů nebo ostrovů je klíčovým sedlem hladina moře.
Od klíčového sedla se také počítá prominence (význačnost) vrcholu, a to jako převýšení (rozdíl výšek) mezi sedlem a vrcholem. Například pro Králický Sněžník (1424 m n. m.) je klíčovým Ramzovské sedlo (760 m n. m.), které spojuje Masiv Králického Sněžníku a s ním sousedící Rychlebské hory s Hrubým Jeseníkem, a tedy i vrchol Králického Sněžníku se svým mateřským vrcholem Pradědem. Prominence Králického Sněžníku je proto 664 metrů (1424 - 760 = 664).